# Arisaema mooneyanum
Arisaema mooneyanum — многолетнее клубневое травянистое растение, вид рода Аризема (Arisaema) семейства Ароидные (Araceae).

## Ботаническое описание
Крепкие травы до 50 см высотой.
Клубень от дискообразного до сжато-шаровидного, до 5 см в диаметре, с многочисленными клубеньками по краям.

### Листья
Листьев один — два с одним — двумя катафиллами, от продолговатых до ланцетовидных, желтовато-зелёными, при высыхании коричневыми. Черешок зелёный, в основании формирующий короткий ложный стебель, со свободной верхушечной частью 17—30 см длиной. Листовая пластинка пальчатораздельная, в основании округлая; листочки в числе (6)8—12, почти равные по размеру, от обратноланцетовидных до широкоэллиптических, 6,5—26 см длиной, 1,5—6,5 см шириной, на вершине длиннозаострённые, в основании клиновидные, по краям цельные или мелкозубчатые с зубцами до 1 мм длиной.

### Соцветия и цветки
Соцветие обычно выше листьев, обычно большое центральное женское или двуполое соцветие окружают несколько меньших мужских соцветий из боковых почек. Цветоножка со свободной частью 10—20 см длиной, зелёная или с разводами цвета марон у вершины до 1—5 см в диаметре. Покрывало 16—39 см длиной. Трубка цилиндрическая, не сжатая на вершине, 6,5—13 см длиной и 1—3 см в диаметре, сизо-зеленовато-жёлтая снаружи, иногда с пурпуровыми разводами; пластинка овальная, широкоухообразная в основании, с завёрнутыми краями, 10—25 см длиной и 3,7—9 см шириной, согнутая вперёд к трубке на 90° или 180°, длиннозаострённая, с обеих сторон глянцевая, коричневая или очень тёмно-пурпуровая до почти чёрной у основания, в верхней части оливковая с хорошо заметными коричневыми Жилками.
Початок однополый или двуполый, 8—17 см длиной, длиннее трубки покрывала. Придаток полуцилиндрический, несколько сглаженный, 4,5—10 см длиной, 0,6—1,5 см в диаметре, на вершине округлённый, в основании постепенно суженный, с резко усечённой, заметной ножкой, на вершине ярко-жёлтый, часто с коричневатой частью на уровне устья трубки. Репродуктивная зона очень переменная, 2,9 см длиной и 0,5—2 см в диаметре; цветки от плотно расположенных до более-менее отдалённых; пестик формы фляги, 2,5—5 мм длиной; завязь зелёная; рыльце маленькое, головчатое, более бледное; пыльники из двух или иногда трёх тычинок; теки вскрываются наклонными верхушечными разрезами.

## Распространение
Встречается в Эфиопии.
Растёт на лугах, образовавшихся в результате вырубки горных лесов, на высоте 2390 — 3450 м над уровнем моря.